# 基督城美術館
基督城美術館（Christchurch Art Gallery Te Puna o Waiwhetū）是新西兰基督城一家公立美术馆，由基督城议会资助。该美術館于2003年5月10日开业 。基督城美術館由布坎集團（Buchan Group）设计。
基督城美術館在2010年坎特伯雷地震和2011年基督城地震後被用作民防总部。在2011年基督城地震中，基督城美術館受損。由于需要进行大规模的翻新和改进，直到2015年12月19日基督城美術館才重新开放。